# مشتق جزئي

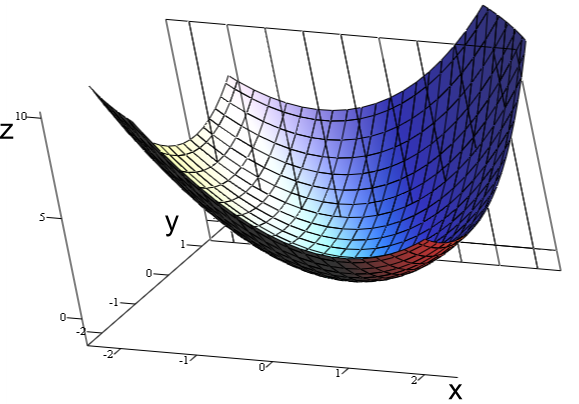

الاشتقاق الجزئي (بالإنجليزية: Partial derivative)‏ في علم الرياضيات هو اشتقاق دالة رياضية مكونة من عدة متغيرات بحيث يكون ذلك الاشتقاق بالنسبة لأحد هذه المتغيرات مع معاملة باقي المتغيرات كثوابت ، والاشتقاق الجزئي ذو فائدة كبيرة في التحليل الشعاعي والهندسة التفاضلية.
والاشتقاق الجزئي يستخدم عندما تكون الدالة ذات عدة متغيرات ، ويستخدم الرمز (∂) بدلًا من الرمز (d)؛ لأنه اشتقاق لدالة في عدة متغيرات.
وحيث أن المشتقة الجزئية الخاصة للدالة ذات المتغيرين (ƒ (x, y إذا تم اشتقاقها بالنسبة للمتغير (x) يمكن التعيبر عنها بالصيغة الرياضية:
{\displaystyle f_{x}^{\prime },\ f_{x},\ \partial _{x}f,\ D_{x}f,\ D_{1}f,\ {\frac {\partial }{\partial x}}f,{\text{ or }}{\frac {\partial f}{\partial x}}.}
وبشكل عام، تكون الدالة المشتقة جزئيًّا تملك نفس الشكل العام الخاص بالدالة الأصلية ، ويمكن التعبير عن هذا رياضيًّا كالتالي:
{\displaystyle f_{x}(x,y,...),\ {\frac {\partial f}{\partial x}}(x,y,...).}
بالإضافة إلى أنه يمكن استخدام الاشتقاق الجزئي أيضًا للدوال ذات الثلاث متغيرات ''(ƒ(x, y, z، بحيث يكون للدالة ثلاث مشتقّات ، وكل مشتقّة بدلالة واحدة من الثلاث متغيرات ، ويكون التعويض في أي واحدةً فيهنَّ يعطي ميل خط المماس المار بالإتجاه الخاص بمحوره.

## تعريف المشتقة لدالة ذات متغيرين
هناك تعريف عام للمشتقّة الأولى الخاصة بالدالة ذات المتغيرين ، وهو شبيه بالتعريف الخاص بالمشتقة للدالة ذات متغير واحدٍ فقط، ويمكن التعبير عنه بالصيغة الآتية:-

## المشتقات الجزئية من الرتبة الأولى
{\displaystyle {\frac {\partial f}{\partial x}}=f_{x}=\partial _{x}f}

## المشتقات الجزئية من الرتبة الثانية
{\displaystyle {\frac {\partial ^{2}f}{\partial x\,\partial y}}=f_{xy}=f_{yx}=\partial _{xy}f=\partial _{yx}f}